# Johan Wilhelm Lillja
Johan Wilhelm Lillja, född 29 augusti 1817 i Kimito, död 18 februari 1878 i Åbo, var en finländsk bokförläggare och tidningsman.
Lillja inträdde 1850 som bolagsman i J.C. Frenckell & Sons bokhandelsrörelse i Åbo och inköpte Christian Ludvig Hjelts boktryckeri där och tidningen "Åbo Underrättelser". År 1856 övertog han ensam bokhandeln. Med dessa affärer förenade han en bokförlagsverksamhet, som för Finlands dåvarande förhållanden var storartad. 
Lillja utgav ett stort antal arbeten på svenska och finska språken, bland dem en mängd läroböcker. Med bokhandeln förband han ett betydande lånebibliotek. Han utgav även Bibliographia fennica hodierna (tre häften, 1846, 1848, 1858). Åren 1860–1865 var han själv redaktör för "Åbo Underrättelser". För ett oförsiktigt yttrande om Rysslands polska politik hölls han någon tid 1865 fången på Åbo slott.